# Горлівська міська територіальна громада
Горлівська міська громада — номінально утворена територіальна громада в Україні, у Горлівському районі Донецької області. Адміністративний центр — місто Горлівка.
Територія утвореної територіальної громади є тимчасово окупованою.
Утворена розпорядженням Кабінету Міністрів України від 12 червня 2020 р. № 710-р шляхом об'єднання Горлівської міської ради із Гольмівською і Пантелеймонівської селищними радами і Озерянівською сільською радою.

## Населені пункти територіальної громади
До складу громади входять 11 населених пунктів: місто Горлівка, 7 селищ: Гольмівський, Озерянівка, Пантелеймонівка, П'ятихатки, Ставки, Федорівка, Широка Балка а також 2 села: Михайлівка, Рясне.